# Vic Wild
Victor Ivan „Vic“ Wild (rusky: Виктор Айван Уайлд; * 23. srpna 1986, White Salmon) je ruský snowboardista amerického původu. Na olympijských hrách v Soči roku 2014 získal dvě zlaté medaile, v paralelním slalomu a v paralelním obřím slalomu. To z něj udělalo vůbec prvního snowboardistu, který získal dvě medaile na jedněch zimních hrách. V paralelním obřím slalomu má též bronz z mistrovství světa, z roku 2013.
Wild původně soutěžil za Spojené státy, ale po zimních olympijských hrách v roce 2010 Asociace lyžování a snowboardingu Spojených států ukončila svůj program alpského snowboardingu. Místo ukončení kariéry se Wild rozhodl opustit zemi. Když se navíc v roce 2011 oženil s ruskou snowboardistkou Aljonou Zavarzinovou, požádal o ruské občanství. Po zisku dvou zlatých pro Rusko obdržel od ruské vlády 400 000 dolarů a státní vyznamenání.